# Leon Štukelj
Leon Štukelj pronunciaciónⓘ (12 de noviembre de 1898 - 8 de noviembre de 1999) fue un gimnasta de nacionalidad eslovena, de Yugoslavia, ganador de medallas de oro en Juegos Olímpicos y deportista. Nació el 12 de noviembre de 1898 en Novo Mesto, Eslovenia, que en aquel tiempo aún formaba parte del Imperio austrohúngaro. Es la persona más importante de la historia del deporte esloveno por ser uno de los mejores deportistas del mundo en su disciplina desde la competición mundial de 1922 en Liubliana hasta los Juegos Olímpicos de 1936 en Berlín. Participó en siete competiciones grandes y recibió 20 medallas en total: ocho medallas de oro, seis de plata y seis de bronce. En los Juegos Olímpicos recibió seis medallas: dos de oro en París en 1924, una de oro y dos de bronce en Ámsterdam en 1928 y una de plata en Berlín en 1936.

## Biografía
Štukelj nació en Kandija (parte de Novo Mesto desde 1923), Austria-Hungría (ahora en Eslovenia). Su registro de bautismo lleva el nombre Leopold, tachado y reemplazado por Leo. Una adenda de 1999 al volumen corrige el nombre Leo a Leon; su nombre aparece como Leo Štukelj y Leon Štukelj en los periódicos de los años 1920 y 1930. Vivió primero en Novo Mesto y ahí fue a escuela primaria, secundaria y bachillerato militar. En 1916 se alistó en el ejército. Después de la Primera Guerra Mundial volvió a su pueblo natal y luego dedicó su tiempo al estudio del Derecho en Viena, Zagreb y más tarde en la Universidad de Liubliana, donde terminó sus estudios. Se mudó a Maribor en 1927 cuando le ofrecieron un puesto del juez. 
Después de la Segunda Guerra Mundial, Štukelj no era partidario del recién formado régimen comunista de Yugoslavia. Participó en el movimiento monárquico yugoslavo (chetnik), hostil a los partisanos de Tito, y mantuvo contactos con el Ejecutivo de Operaciones Especiales británico.  Por estas razones, desconfiaba del nuevo régimen comunista. Después de la guerra, primero fue encarcelado, luego liberado; pero se le prohibió permanentemente ser juez. Trabajó como asistente legal durante el resto de su carrera.
En 1996 fue invitado a la inauguración de los Juegos Olímpicos de Atlanta como el mayor ganador de medallas olímpicas de oro. Inspiró a mucha gente en aquella inauguración con sus 98 aňos, también al presidente de Estados Unidos de entonces, Bill Clinton, que le saludó dándole la mano.
Štukelj fue uno de los mejores deportistas eslovenos y sigue siendo una de las personas más importantes en la historia del deporte esloveno. Hoy en día hay dos gimnasios que llevan su nombre: uno en Novo Mesto y otro en Maribor. Štukelj sobrevivió dos guerras mundiales, nacido en Austria-Hungría conoció dos estados yugoslavos y pudo ver el día de la independencia de Eslovenia. Nació treinta aňos antes del invento de la televisión y el descubrimiento de la penicilina. Murió en Maribor por infarto, poco antes de cumplir 101 años, el 8 de noviembre de 1999.

## Leon Štukelj y los deportistas deSokol
Dedicó su tiempo a la gimnasia con los socios de Sokol. Los deportistas eslovenos empezaron a fundar organizaciones deportivas, bajo el nombre de Sokol ya en el siglo XIX. El primer club Sokol fue fundado en 1863 en Liubliana (Narodni dom). El club de Novo Mesto también fue uno de los primeros en Eslovenia, fue fundado en 1887. Hasta que Leon Štukelj nació había sólo 6 clubes Sokol en Eslovenia. En los años siguientes se fundaron unos 50 clubes más, dada la gran popularidad de la gimnasia en aquel entonces.

## Trayectoria
Cuando tenía 23 años participó en el campeonato mundial de Liubliana. Sus aptitudes le colocaron en el segundo puesto. En 1924 participó por primera vez en unos Juegos Olímpicos, los de París. Un día antes de su salida a Francia se hirió la mano, sin embargo decidió que participaría en la competición. Aunque el juez insistió en que repitiera su rutina, logró su primera medalla de oro en barra fija. Recibió su segunda medalla, también de oro, en la competición individual general y con esto se convirtió en el mejor gimnasta de los Juegos Olímpicos. En su pueblo natal fue recibido con entusiasmo y la gente le llevó en hombros desde la estación hasta la plaza principal.
Dos años más tarde participó en otros Juegos Olímpicos, esta vez en Ámsterdam. Volvió a Eslovenia con una medalla de oro en barra fija y dos medallas de bronce, una en la competición individual general y otra como miembro de la selección nacional. En 1932 la selección nacional de Yugoslavia no pudo participar en los Juegos Olímpicos de Los Ángeles por cuestiones económicas. Cuatro años más tarde se celebraron otros juegos en Berlín, donde recibió medalla de plata, otra vez en barra fija.
Durante el periodo entre unos Juegos y los siguientes, Leon Štukelj no descansó sino que participó en las competiciones mundiales de Liubliana, Lyon, Luxemburgo y París. En ocho años recibió tres medallas en barra fija (dos de oro, una en 1922, otra en 1926; una de bronce en 1930), dos medallas en paralelas (una de oro en 1922, otra de bronce en 1926), dos medallas en anillas (las dos de oro en 1922 y en 1926), una medalla de plata en caballo con arcos en 1922, una medalla de plata en natación en 1922, una medalla de bronce en salto de altura en 1922 y una medalla de plata más en la competición individual general en la competición mundial en 1926. Hoy en día los gimnastas no practican las mismas disciplinas que los gimnastas de principios del siglo XIX. La Federación Internacional de Gimnasia fue fundada en 1881. A finales del siglo XIX la gimnasia era bastante popular, por lo que fue incluida ya en los primeros Juegos Olímpicos de la Edad Moderna, celebrados en Atenas (1896). A principios del siglo XX se organizaron competiciones nacionales e internacionales. Las disciplinas incluidas eran rutinas en el suelo (en aquel tiempo no había colchonetas y los deportistas hacían ejercicios en la hierba), escalada de cuerda, salto de altura, carrera, escalera horizontal y otras.